# Pernis
 Pernis  es un género de aves accipitriformes de la familia Accipitridae que habitan Europa, África y Asia.

## Especies
Se reconocen las siguientes especies:
- Pernis apivorus (Linnaeus, 1758) – abejero europeo;
- Pernis ptilorhynchus (Temminck, 1821) – abejero oriental;
- Pernis celebensis Wallace, 1868 – abejero de Célebes;
- Pernis steerei Sclater, WL, 1919 – abejero de Filipinas.